# Nacionalisme ucraïnès

Bandera d'Ucraïna

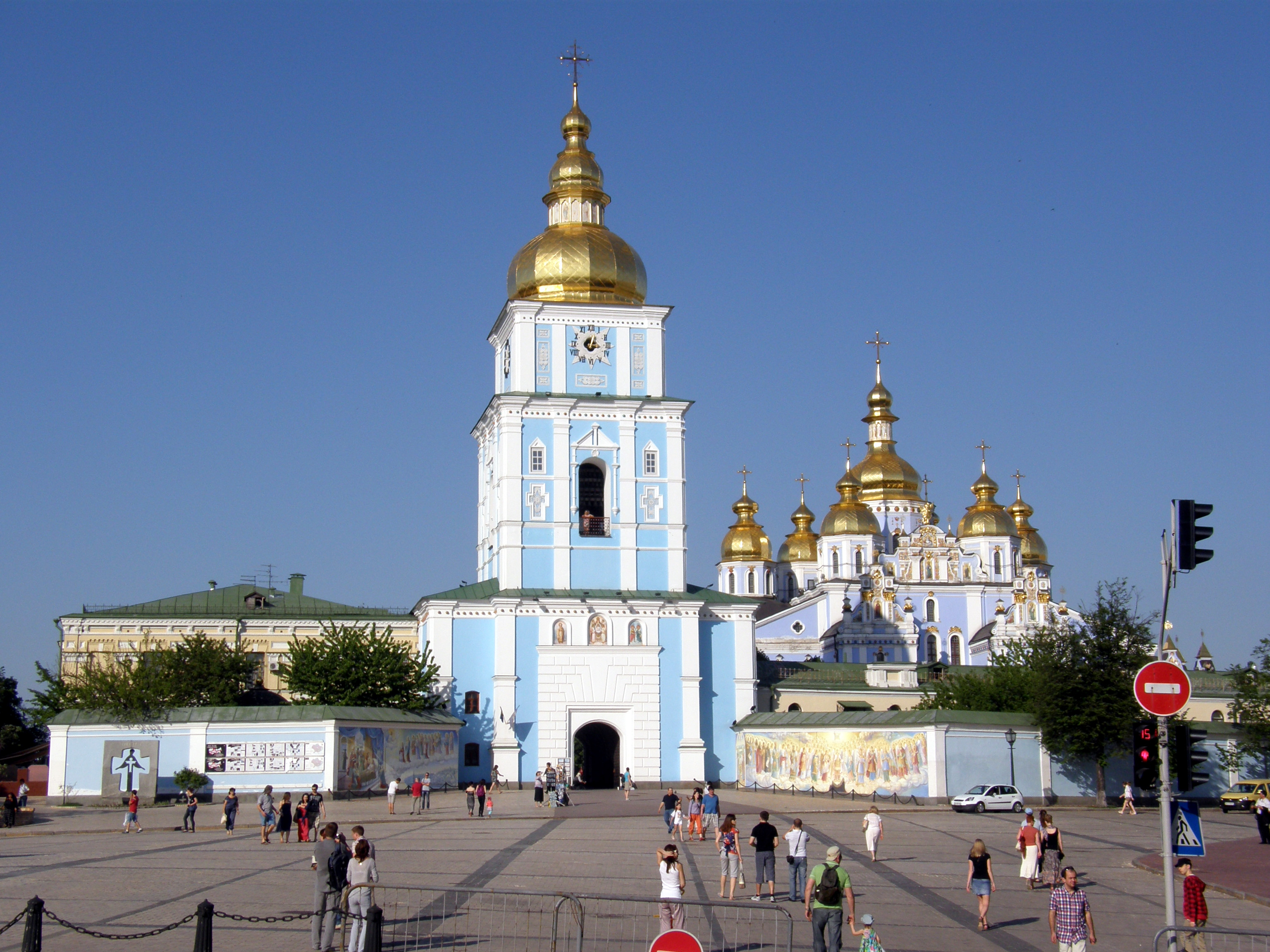
Monestir de Sant Miquel a Kíev.

El terme nacionalisme ucraïnès fa referència a la versió ucraïnesa de nacionalisme.
Tot i que l'actual estat d'Ucraïna ha sorgit en dates relativament recents, alguns historiadors, com ara Mikhailo Hruixevski, Orest Subtelny i Paul Magosci han citat l'estat medieval de la Rus de Kíev com un primerenc precedent de la condició d'Estat específicament ucraïnès. Els orígens del nacionalisme ucraïnès modern també han estat relacionats amb l'aixecament rutè del segle xvii contra la Confederació de Polònia i Lituània, dirigit per Bohdan Khmelnitski.

## Nacionalisme cosac
Els cosacs van tenir un paper en tornar a despertar un sentit d'identitat ucraïnès dins de la regió de l'estepa. Una figura dominant en el moviment cosac i en la història nacionalista ucraïnesa, Bohdan Khmelnitski (c. 1595-1657), va comandar els cosacs zaporoges i va conduir la rebel·lió de Khmelnitski contra el govern polonès a mitjan segle xvii. Khmelnitski també va tenir èxit en la legitimació d'una forma de democràcia que havia estat practicada pels cosacs des del segle xvi. Bohdan Khmelnitski va parlar de l'alliberament dels "tot el poble rutè" i investigacions recents han confirmat que el concepte d'una nació rutena com a comunitat religiosa i cultural havia existit abans de la seva revolució. Els actuals ucraïnesos encara recorden i glorifiquen el paper de Khmelnitski en la història d'Ucraïna.
Una altra figura prominent en el nacionalisme cosac, el hetman Ivan Mazepa (1639-1709), va fer grans contribucions financeres que es van centrar en la restauració de la cultura ucraïnesa i de la història durant el segle xviii. Va finançar importants reconstruccions de la Catedral de Santa Sofia de Kíev, i l'elevació de l'estatus de la Universitat Nacional "Acadèmia Mohila de Kíev" de simple acadèmia a Universitat el 1694.

## Nacionalisme ucraïnès a la literatura
Una de les figures més prominents de la història nacional d'Ucraïna, el poeta ucraïnès Taràs Xevtxenko, expressà idees d'una Ucraïna independent i sobirana al segle xix. Tares Xevtxenko utilitza la poesia per inspirar renaixement cultural per al poble ucraïnès i lluitar per enderrocar la injustícia. Xevtxenko va morir a Sant Petersburg el 10 de març de 1861, l'endemà del seu 47è aniversari. Els ucraïnesos - no només els ciutadans d'Ucraïna, sinó també els ucraïnesos que viuen a tot el món - el consideren un heroi nacional. La seva col·lecció de poesia Kobzar era el segon llibre gairebé a cada llar d'Ucraïna a principis del segle XX (després de la Santa Bíblia). Aquest llibre va esdevenir un símbol del renaixement cultural nacional d'Ucraïna.
Al costat de Xevtxenko nombrosos altres poetes han escrit en ucraïnès. Entre ells, Volodímir Sossiura en el seu poema Estima Ucraïna (1944) va afirmar que no es pot respectar a altres nacions sense sentir respecte per la pròpia.

## Nacionalisme ucraïnès al segle XX

### Primera Guerra Mundial

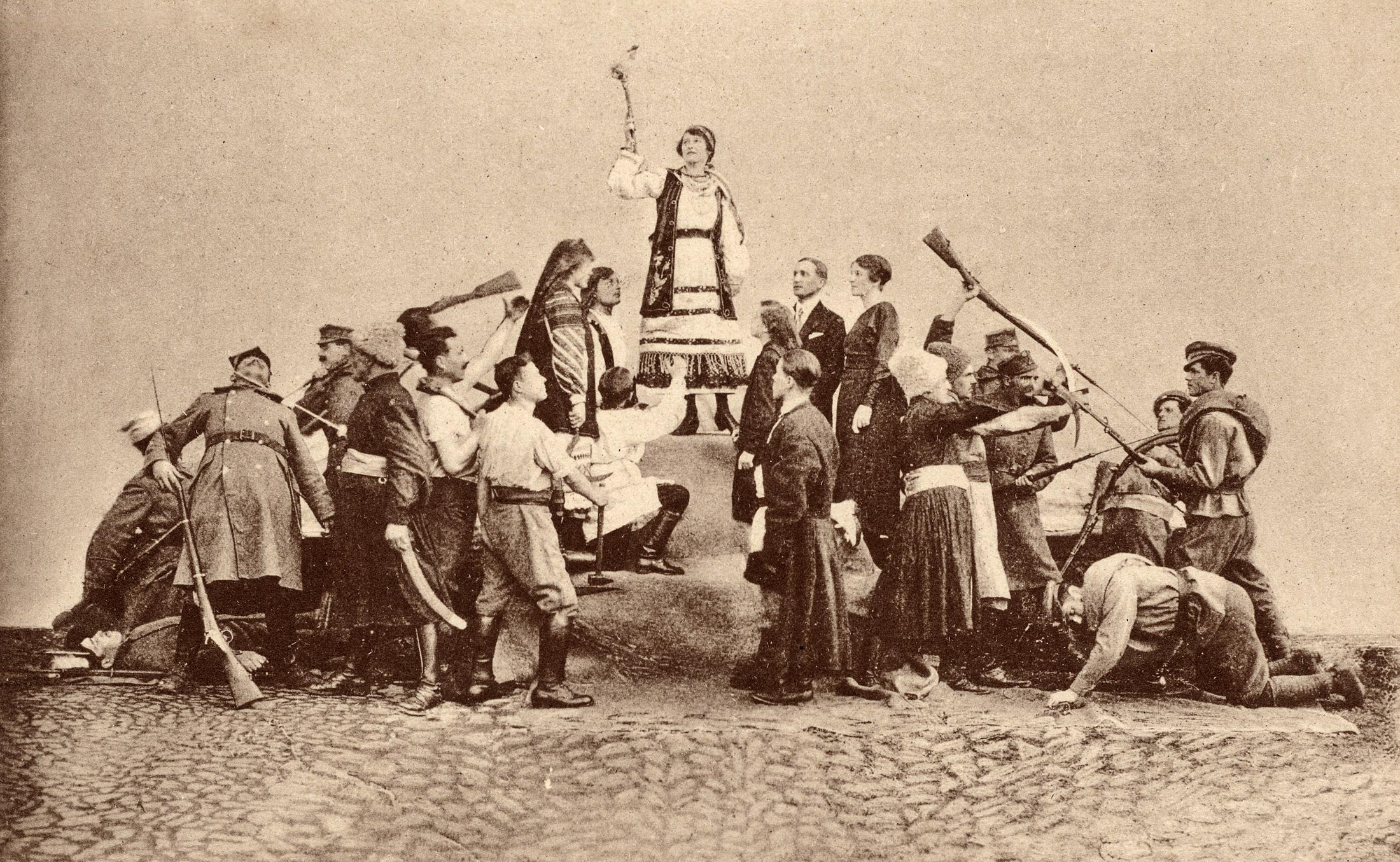
Postal publicada per la brigada ucraïnesa, “Ucraïnesos units lluitant amb les forces de Polonia y Rusia", 1920.

Amb el col·lapse de l'Imperi Rus una entitat política que abastava les organitzacions polítiques, comunitàries, culturals i professionals es va establir a Kíev de la iniciativa de l'Associació dels ucraïnesos progresionistas (abreujat TUP). Aquesta entitat va ser anomenada "Tsentralna Rada" (Consell Central) i va estar encapçalada per l'historiador, Mikhailo Hruixevski. El 22 de gener de 1918, la Tsentralna Rada va declarar la independència d'Ucraïna com a país.Aquesta independència va ser reconeguda pel govern rus encapçalat per Lenin, així com les potències centrals i altres estats. No obstant això, aquest govern no va sobreviure molt de temps a causa de les pressions no només de la Guàrdia Blanca russa de Denikin, sinó també de l'Exèrcit Roig, la intervenció alemanya i de l'Entente, i els anarquistes locals, com ara Nèstor Makhnò i l'Exèrcit Verd de l'Otaman Zeleni).

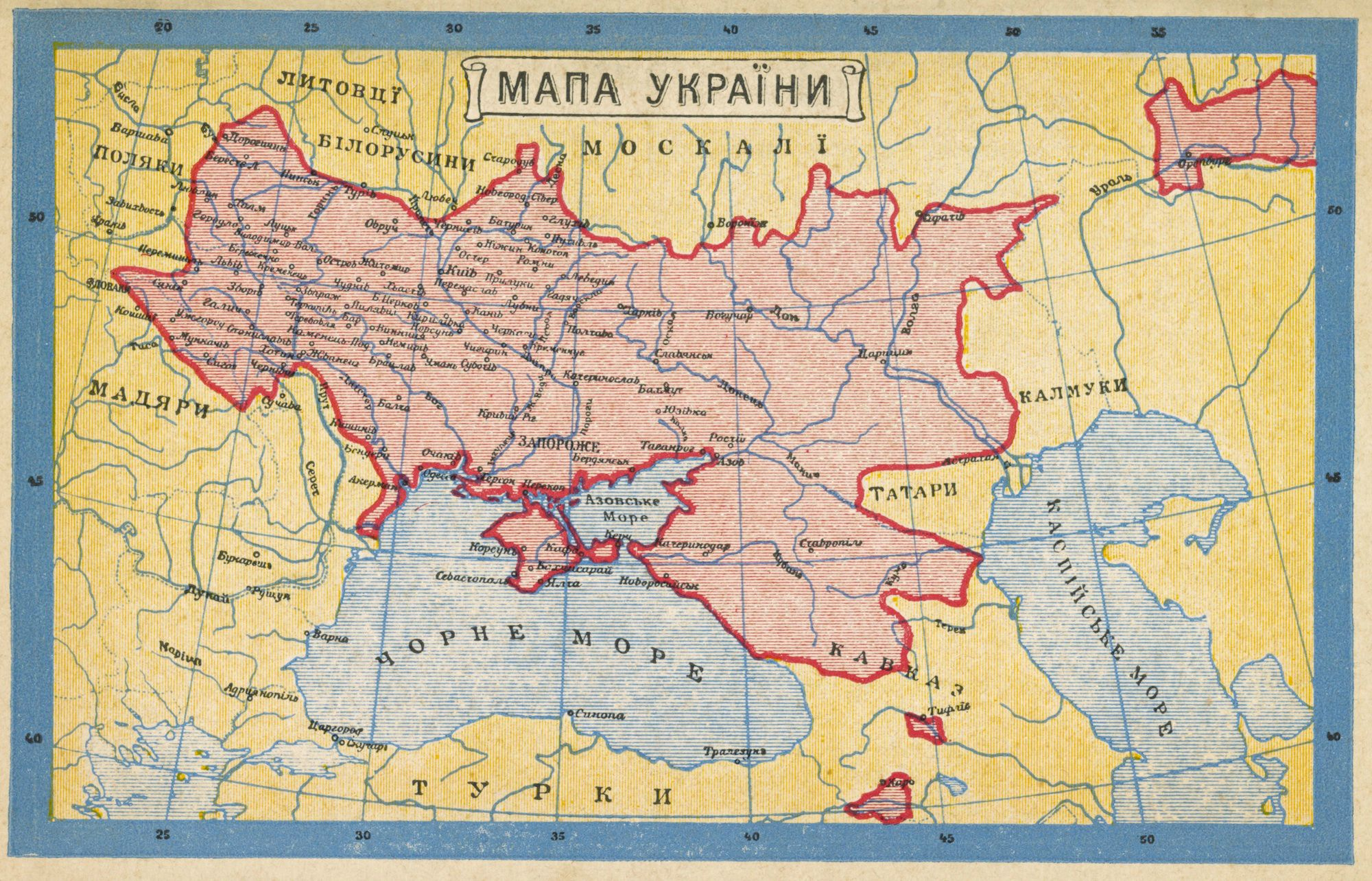
Ucraïna segons una antiga postal de 1919.

### Període d'entreguerres a la Ucraïna soviètica
Quan el govern bolxevic es va afermar a Ucraïna, el primer govern soviètic tenia les seves pròpies raons per encoratjar els moviments nacionals de l'antic Imperi Rus.
Fins a principis de la dècada de 1930, la cultura d'Ucraïna va gaudir d'un ressorgiment generalitzat a causa de les concessions bolxevics coneguts com la política de korenització ("indigenització"). En aquests anys un impressionant programa d'ucraïnització es va dur a terme a tota la república. En aquestes condicions, la idea nacional ucraïnesa inicialment va continuar desenvolupant-se i fins i tot es va estendre a un gran territori amb població tradicionalment barrejada a l'est i el sud, que es va convertir en part de la República Socialista Soviètica d'Ucraïna.
Alhora, malgrat les contínues i àmplies campanyes antireligioses soviètiques, es va crear l'Església Ortodoxa nacional ucraïnesa, l'Església Ortodoxa Ucraïnesa Autocéfala. L'església va ser vista inicialment pel govern bolxevic com una eina en el seu objectiu de suprimir l'Església Ortodoxa Russa, sempre vista amb gran sospita per part del règim perquè era la pedra angular del difunt Imperi Rus i la seva inicialment forta oposició envers el canvi de règim. Per tant, el govern tolerà la nova església nacional d'Ucraïna durant un cert temps i l'EOUA va guanyar molts seguidors entre la pagesia ucraïnesa.
Aquests esdeveniments plantegen en gran manera la consciència nacional entre els ucraïnesos i van provocar el desenvolupament d'una nova generació de l'elit cultural i política ucraïnesa. Això al seu torn va elevar les preocupacions de Ióssif Stalin, que va veure el perill de la lleialtat dels ucraïnesos cap a la seva nació competint amb la seva lleialtat cap a l'Estat soviètic i en la dècada de 1930 el "nacionalisme burgès" ucraïnès va ser declarat el principal problema d'Ucraïna. Les polítiques d'ucraïnització van ser bruscament i sagnantment invertides, la major part de l'elit cultural i política ucraïnesa va ser arrestat i executada, i la nació va ser delmada amb la fam anomenada Holodomor.

### Període d'entreguerres a l'actual Ucraïna occidental
Després de la Primera Guerra Mundial, les terres del que avui és l'oest d'Ucraïna es van incorporar a la recentment restaurada Polònia.
Tadeusz Hołówko va morir a Truskawiec (Truskavets) el 29 d'agost de 1931, i fou una de les primeres víctimes d'una campanya d'assassinats duts a terme per militants de l'Organització dels nacionalistes ucraïnesos (OUN). El 15 de juny de 1934, Bronisław Pieracki va ser assassinat per un nacionalista ucraïnès de l'Organització dels Nacionalistes Ucraïnesos.

### Segona Guerra Mundial
Amb l'esclat de la guerra entre Alemanya nazi i la Unió Soviètica en 1941, molts nacionalistes a Ucraïna pensaren que tindrien l'oportunitat de crear un país independent, un cop més. Es va crear una Divisió de voluntaris ucraïnesos de les SS sencera.

Bandera de l'UPA

Molts dels combatents que originalment havien mirat als nazis com alliberadors, ràpidament es van desil·lusionar i van formar l'Exèrcit insurgent ucraïnès (ucraïnès: Українська Повстанська Армія - У.П.А. Ukraïnska Povstanska Armia - U.P.A.), que lliurà una campanya militar contra els alemanys i les forces soviètiques posteriors. L'objectiu principal de l'OUN era "el renaixement, establir l'ordre en tot, la defensa i l'ampliació del Consell Independent de l'Estat Nacional Ucraïnès". L'OUN també va reviure el sentiment que "Ucraïna és per als ucraïnesos".
El 30 de juny de 1941, l'OUN, dirigit per Stepan Bandera, declarà l'Estat ucraïnès independent. Això va ser contestat immediatament després per l'exèrcit nazi, i Bandera va ser detingut i empresonat des de 1941 fins a 1944.

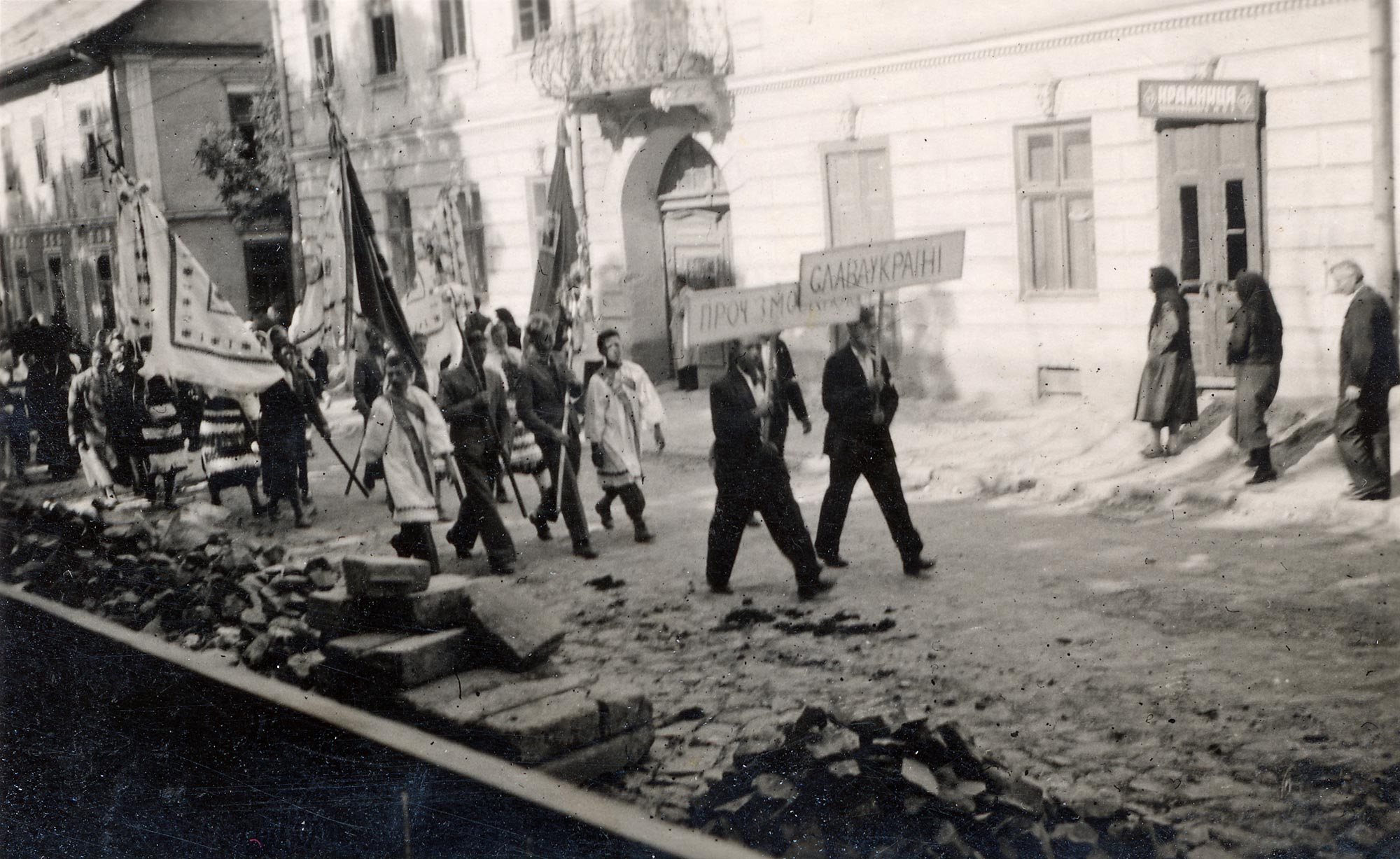
Nacionalistes ucraïnesos es manifesten contra la Unió Soviètica i per una Ucraïna lliure en 1941.

L'UPA va ser un grup militar que es va alçar en armes per primera vegada contra els nazis i més tard contra els soviètics. Durant la Segona Guerra Mundial, l'UPA va lluitar contra les forces poloneses, alemanyes i soviètiques. Després de la Segona Guerra Mundial, l'UPA va emprendre accions dirigides contra el règim soviètic a Ucraïna. Molts membres de l'UPA es veien a si mateixos com el braç armat de l'OUN en la seva lluita per la independència d'Ucraïna.
Hi ha hagut molt de debat pel que fa a la legitimitat de l'UPA com un grup polític. L'UPA manté un paper destacat i simbòlic en la història d'Ucraïna i la recerca de la independència d'Ucraïna. Al mateix temps es va considerar un grup insurgent o terrorista per la historiografia soviètica.
L'historiador canadenc-ucraïnès Serhy Yekelchyk escriu que durant 1943 i 1944 s'estima que 35.000 civils polonesos i un nombre desconegut de civils ucraïnesos a les regions de Volínia i Chełm va ser víctimes de neteges ètniques mútues per l'UPA i els insurgents polonesos. Niall Ferguson escriu que al voltant de 80.000 polonesos van ser assassinats després pels nacionalistes ucraïnesos. Norman Davies en el seu llibre  No Simple Victory: World War II in Europe, fixa el nombre de civils polonesos assassinats entre 200.000 i 500.000, mentre que Timothy Snyder escriu que els nacionalistes ucraïnesos assassinaren "entre 40-60.000 civils polonesos a Volínia el 1943".

### Declaració de sobirania estatal - 1991
En l'actualitat, els nacionalistes ucraïnesos celebren l'assoliment de la independència el 1991, després de la caiguda de l'URSS.

## Nacionalisme ucraïnès en l'actual Ucraïna

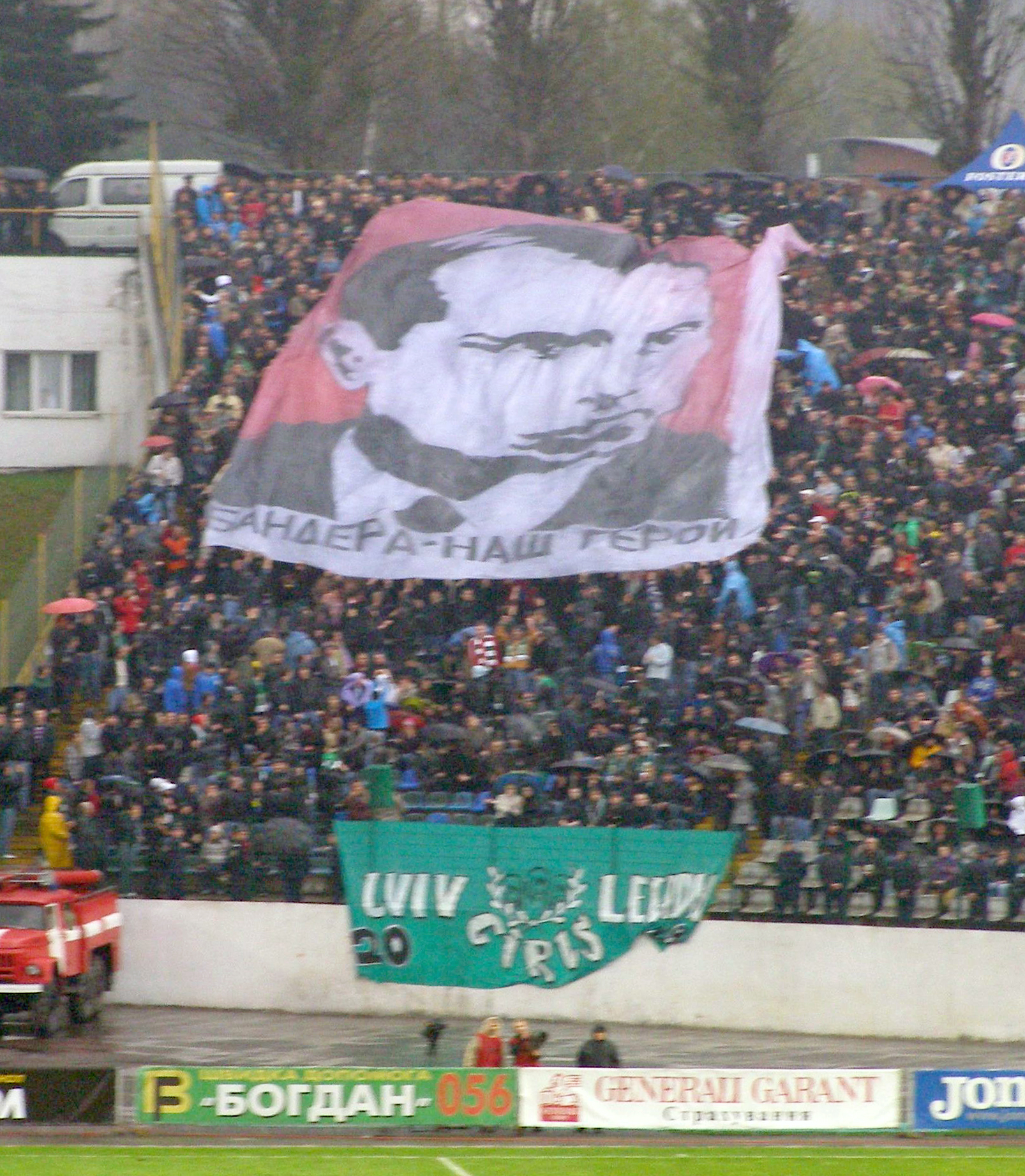
Afeccionats al futbol a Lviv en un partit davant el Donetsk. La pancarta diu "Bandera - el nostre heroi"

Els votants d'Ucraïna occidental i Ucraïna central tendeixen a votar per opcions prooccidentals i europeistes de nacionalistes democràtics liberals amb el Bloc la Nostra Ucraïna-Autodefensa Popular i el Bloc Iúlia Timoixenko (ara Batkivsxina)com els seus principals candidats; L'UDAR reemplaçà el Bloc La Nostra Ucraïna a les eleccions parlamentàries d'Ucraïna del 2012. La Unió Popular la Nostra Ucraïna, un dels principals partits nacionalistes democràtics a la política d'Ucraïna a principis del segle XXI va obtenir un estrepitós fracàs a les eleccions locals del 2010. Mentre que a la Ucraïna oriental i Ucraïna del sud, els partits prorussos aconsegueixen la major part dels vots. Des de les eleccions parlamentàries d'Ucraïna del 2012 Pàtria i UDAR cooperaren oficialment amb la Unió Panucraïnesa "Llibertat".
Fins a les eleccions locals a l'óblast de Ternòpil el 2009, el rol d'Svoboda ("Llibertat") i altres partits nacionalistes en la política ucraïnesa havia estat extremadament marginal.Tanmateix, a les eleccions parlamentàries del 2012, el partit Svoboda fou el quart partit més votat, amb un 10,44% dels sufragis (gairebé unes catorze vegades els seus vots en comparació amb les eleccions parlamentàries del 2007) a nivell nacional i 38 dels 450 escons de la Rada Suprema.

### El nacionalisme a la política

Activistes de l'EuroMaidan enarborant banderes de l'UPA, març del 2014

Des de les eleccions parlamentàries de 1998 fins a les eleccions parlamentàries del 2012 cap partit nacionalista van obtenir escons a la Rada Suprema (Parlament d'Ucraïna). En aquestes eleccions, els partits nacionalistes de dreta obtingueren menys de l'1% dels vots; a les eleccions de 1998 obtingueren el 3,26%.el partit nacionalista Svoboda va aconseguir un gran avanç electoral a les eleccions locals a l'óblast de Ternòpil del 2009, quan van obtenir el 34,69% dels vots i 50 escons d'un total de 120 al Consell de l'Óblast de Ternòpil. Aquest va ser el millor resultat per a un partit d'extrema dreta en la història d'Ucraïna.A les anteriors eleccions al Consell de l'Óblast de Ternòpil del 2006, el partit havia obtingut el 4,2% dels vots i 4 escons.A les eleccions locals que es van celebrar de manera simultània per al Consell de l'Óblast de Lviv, havia obtingut el 5,62% dels vots i 10 escons i el 6,69% dels vots i 9 escons al Consell de l'Óblast de Lviv.A les eleccions locals d'Ucraïna del 2010, Svoboda aconseguí un èxit notable a Galítsia. En les eleccions parlamentàries de 2012 Svoboda va arribar al quart lloc amb un 10,44% (gairebé unes catorze vegades dels seus vots en comparació amb les eleccions legislatives del 2007) del total de vots nacionals i 38 dels 450 escons. Des de les eleccions parlamentàries ucraïneses del 2012, Batkivsxina i UDAR cooperen oficialment amb Svoboda.

## La Unió Soviètica i el nacionalisme burgès ucraïnès
En la ideologia soviètica existeix el concepte de "nacionalisme burgès ucraïnès (ucraïnès: Український буржуазний націоналізм, Ukraïnski burjuazni natsionalizm УБН / UBN). Aquest nacionalisme es va presentar com una forma de moviment "burgès" anti-socialista i contrarevolucionari. Totes les activitats contrarevolucionàries van ser perseguides per l'article 58 del Codi Penal de Rússia de 1922. La definició del nacionalisme burgès ucraïnès fou ben posada en el pròleg d'un llibre soviètic de la dècada del 1950 "sota bandera estrangera" per Volodímir Bieliaiev. El llibre afirma que el nacionalisme burgès ucraïnès va ser inventat pel "enemic" del poble ucraïnès, l'historiador Mikhailo Hruixevski, de qui l'autor va afirmar que havia estat un espia alemany. Hruixevski va gaudir de gran popularitat i respecte polític i públic, de manera que el govern soviètic va recórrer a relacions públiques negatives en contra. Aquestes acusacions van ser reiterades recentment pel doctor en ciències històriques Vitali Sarbei que va ser publicat per l'Agència d'Informació de Rússia "Rosbalt" (febrer de 2011). El llibre "Sota bandera estrangera" dona la següent definició de nacionalisme burgès ucraïnès:
| « | Nacionalisme burgès ucraïnès és la ideologia i la política de la burgesia ucraïnesa. L'explotació de la societat, la base social del nacionalisme burgès ucraïnès era un estrat format per a tota burgesia urbana i rural a partir dels grans capitalistes, els amos de la gran empresa industrial, i acabant amb nombroses capes de la classe burgesa en el capitalisme, kurkul. La base econòmica per al creixement del nacionalisme burgès ucraïnès en l'època de l'imperialisme és la mateixa que per a la de qualsevol nacionalitat, és a dir, l'augment de la competència imperialista pels mercats de vendes i matèries primeres. | » |

El nacionalisme burgès ucraïnès era un clixé de la fraseologia soviètica, com ara internacionalisme proletari, Exèrcit Roig, fraternitat dels pobles, agitprop, estakhanovisme, Nova Política Econòmica, enemic del poble, kolkhozs, comunisme de guerra, lladre en la llei i molts altres. D'acord amb la ideologia soviètica el nacionalisme burgès ucraïnès era una forma específica de nacionalisme burgès que reconeix la superioritat dels interessos nacionals sobre els interessos de classe (vegeu Classe en la teoria marxista). La idea del nacionalisme burgès es requeria per mantenir la coherència amb Declaració dels Drets dels Pobles de Rússia, que estableix una onada de moviments de successió a través de l'antic Imperi Rus. Aquest concepte de nacionalisme també es va utilitzar per identificar tots els que no compartien els principis de la política nacional del Partit Comunista (bolxevic), l'internacionalisme proletari, i no encaixava en el marc de la definició de cosmopolitisme burgès. En la ideologia soviètica, el cosmopolitisme burgès era un fenomen negatiu i contrari a la proclamada fraternitat dels pobles.
El terme va aparèixer per primera vegada en la dècada de 1920 en els documents del Partit Comunista i es va estendre en el periodisme i la literatura soviètica de ciències. Es necessitava com un dispositiu ideològic. De la mateixa manera, la historiografia soviètica equipara nacionalisme ucraïnès amb feixisme i amb nazisme tot i que el racisme i el culte a la personalitat eren extrínsecs al nacionalisme ucraïnès, que no tenia aquest tret distintiu.

## Símbols
Símbols de l'estat nació ucraïnès i dels partits nacionalistes

Host dels zaporoges
Estat Ucraïnès
República Popular d'Ucraïna
República Popular d'Ucraïna Occidental
OUN-M
OUN-B
Ucraïna
UNA-UNSO
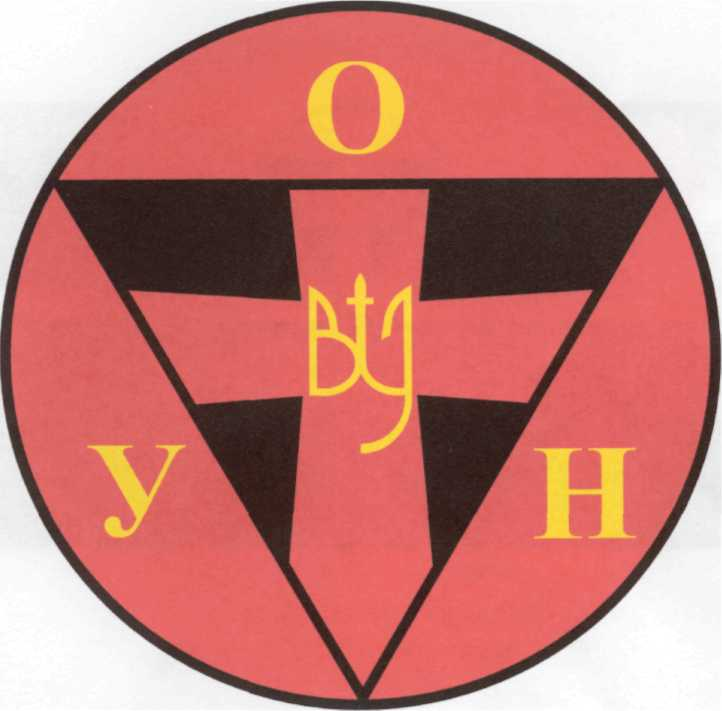
Emblema de l'Organització dels Nacionalistes Ucraïnesos a Ucraïna
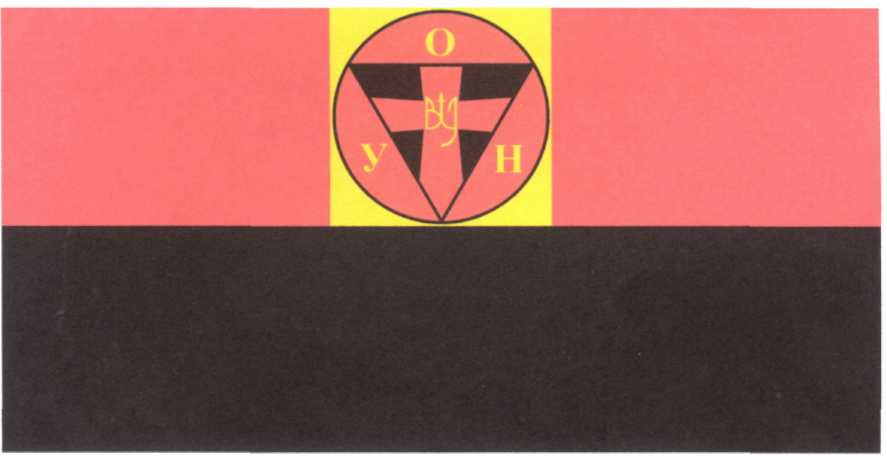
Bandera de l'Organització dels Nacionalistes Ucraïnesos a Ucraïna